# あの夏が飽和する。
「あの夏が飽和する。」（あのなつがほうわする。）は、音声合成ソフト・鏡音リン・レン歌唱のVOCALOID楽曲。2018年8月12日、日本のボカロP・カンザキイオリによって発表され、小説化・漫画化のメディア展開が成されている。
なお、同氏が発表した楽曲「死ぬとき死ねばいい」・「人生はコメディ」と合わせての三部作である。

## 概要
2018年、楽曲MV「あの夏が飽和する。/鏡音レン・リン」が、ニコニコ動画・YouTubeへと同日投稿された。作詞・作曲を手掛けたカンザキイオリの楽曲「命に嫌われている。」と双璧をなす代表曲として知られ、同氏制作の楽曲MV「死ぬとき死ねばいい/鏡音レン・リン」（2019年）・楽曲MV「人生はコメディ / 鏡音リン」（2020年）は、本楽曲と合わせた三部作である。
「あの夏が飽和する。」は、投稿から数年前の冬に完成しており、インディーズアルバム収録のために改変を重ねて投稿された。曲中の物語は、作者・カンザキイオリ自身が中学3年生の夏ごろに自殺未遂を起こして隣の県まで家出をしたという実体験を元としている。
カバー曲としては、2025年1月現在1454万回以上再生されているまふまふの動画、604万回以上再生されている花譜の動画などが挙げられる。LINE MUSIC公式アカウントのランキング「聴くと泣けてくる、“涙曲”」では、81位にランクインした。

### 三部作
あの夏が飽和する。
2018年8月12日、ニコニコ動画・YouTubeにて同日公開。再生回数は、ニコニコ動画で190万回、YouTubeで45万回を超えている（2025年5月現在）。また、2020年9月18日、「2020ver.」としてもニコニコ動画・YouTubeへと同日投稿された。
死ぬとき死ねばいい
2019年11月13日にYouTube、2019年11月14日にニコニコ動画にて公開。
人生はコメディ
2020年3月9日にYouTube、2019年4月25日にニコニコ動画にて公開。

## 書籍
同曲は2020年9月18日に同名の書籍として河出書房新社のレーベルから発売されている。同書籍は、ボカロP・カンザキイオリの小説デビュー作にあたる作品となっている。
同書籍は、流花が自ら命を絶った楽曲『あの夏が飽和する。』の世界から13年が経ち、無気力なまま大人となった千尋を主人公として、流花の生き写しの高校生・瑠花とバイト仲間の武命を救うための闘争を描いている。
また、同曲が書籍化されるにあたって、初回購入特典として入野自由と茅野愛衣の小説冒頭の朗読音源が、無期限の購入特典として同小説の元となった3つの楽曲『あの夏が飽和する。』『死ぬとき死ねばいい』『人生はコメディ』がついている。
同書は未来屋書店では「文芸・文庫」のランキングで3位に入った他、発売6日で重版が決定している。2020年9月時点での発行部数は6万部を、2021年11月時点での累計売上は11万部を突破している。入野自由、茅野愛衣、梶裕貴がクライマックスを朗読をしている。
2021年10月には、漫画家の武富智によって『月刊コミック電撃大王』（KADOKAWA）にて、漫画版の連載が始まることが発表され、2022年10月号から2025年5月号まで連載。全28話。
2023年2月10日には、15万部を突破し、さらに重番を決定した。
2023年2月25日には、武富智によるコミックス1巻を発売した。
著者のカンザキイオリによれば、小説版は登場人物同士の繋がりにミステリー要素を混ぜた作品にしたいと考えて執筆したと話している。

## 楽曲収録
以下、シングル・アルバム以外の作品には「タイトル」列にて種別を併記する。

### オリジナル版・2020年版
| 発売日        | タイトル               | レーベル           | 収録曲 | 備考                                                                                                |  |
| ------------- | ---------------------- | ------------------ | --- | --------------------------------------------------------------------------------------------------- |  |
| 2020年2月19日 | 人生はコメディ         | KAMITSUBAKI STUDIO | \| # \| タイトル \| 作詞・作曲 \| 編曲 \| feet. \| \| -- \| ---------------------- \| ---------- \| ---- \| ----- \| \| 1. \| 「夕日」 \| \| \| \| \| 2. \| 「あの夏が飽和する」 \| \| \| \| \| 3. \| 「死ぬとき死ねばいい」 \| \| \| \| \| 4. \| 「輪廻」 \| \| \| \| \| 5. \| 「人生はコメディ」 \| \| \| \| | 表題曲「人生はコメディ」は本作の書き下ろし。 表紙イラスト：グラフィックデザイナー・オクソラケイタ。 |  |
|               |                        |                    | | |  |
| #             | タイトル               | 作詞・作曲         | 編曲 | feet.                                                                                               |  |
| 1.            | 「夕日」               |                    | | |  |
| 2.            | 「あの夏が飽和する」   |                    | | |  |
| 3.            | 「死ぬとき死ねばいい」 |                    | | |  |
| 4.            | 「輪廻」               |                    | | |  |
| 5.            | 「人生はコメディ」     |                    | | |  |

## 書誌情報

### 小説
- 『あの夏が飽和する。』 - 河出書房新社、2020年9月18日、ISBN 978-4-309-02913-9